# Бунгуран
Бунгуран или Натуна (на индонезийски: Kepulauan Natuna) е архипелаг от 272 острова в южната част на Южнокитайско море, принадлежащ на Индонезия с обща площ 2001 km². Най-големи острови са: Бунгуран-Бесар (1631 km²), Суби-Бесар (146 km²), Сарасан (45 km²), Лаут (38 km²), Мидай и др. Към 2020 г. населението е 81 500 души. Островите са изградени предимно от гранити. Преобладава хълмистият релеф. Максималната височина е 1034 m в източната част на остров Бунгуран-Бесар. Бреговата линия е заета от коралови рифове. Климатът е екваториален. Годишната сума на валежите е над 2000 mm. Целият архипелаг е покрит с влажни вечнозелени тропични гори. Основен поминък на населението е отглеждането на кокосови палми, ориз, царевица и др.